# THE, PARK JUNGMIN (專輯)
《THE, PARK JUNGMIN》是韓國SS501成員朴政珉繼「Not Alone」後為了紀念25歲生日和感謝自個人活動以來，不斷給予支持與鼓勵的歌迷，特別推出的個人迷你專輯。
此張專輯也於2011年5月25日在日本發行日語版本《 》。另行重新錄音製作《THE, PARK JUNGMIN》中五首曲目演唱為日語，朴政珉亦親自填寫五首曲目的日文歌詞。

## 錄製與音樂
專輯的主打歌「눈물이 흐를 만큼...」（幸福的眼淚）是作曲家최갑원和김진훈共同合作的作品。全曲以前奏混入俏皮的口哨聲，再透過中板的吉他旋律和弦樂演奏，襯托出朴政珉的感性嗓音，與1980年代的編曲相像並製造出古典氣氛。特別是在歌詞中，可以聽出朴政珉向歌迷們傳達的情感。而「눈물이흐를만큼...」（幸福的眼淚）的音樂錄影帶，還別出心裁剪輯出許多朴政珉於亞洲巡迴時，來自海內外歌迷為他熱情應援的畫面於大成，讓每位歌迷都成為他心中最難以忘懷的「最佳女主角」盡顯朴政珉滿懷對歌迷感恩的心意。
朴政珉dance部分也有主打歌，舞曲主打「가라가라」（走吧走吧）是在日替人氣女團AKB48的歌曲胡桃とダイアローグ作曲的이종훈和ORICON排名第一順位的作曲家PJ一起完成，量身為朴政珉打造出這一首，充滿走在流行先端感，但卻又不流於商業氣息且節奏暢快，深具中毒性的探戈舞曲。幾句巧妙的轉音，不但能驗證朴政珉的歌唱技巧的成長，也更能感受到他努力嘗試多元化音樂領域的真誠。除此之外，專輯中還收錄了之前發布的迷你專輯「Not Alone」。

## 曲目
韓國盤《THE, PARK JUNGMIN》
1. 幸福的眼淚 （눈물이 흐를 만큼..） 〖04:14〗
  - 作詞：최갑원；作曲：김진훈, 최갑원；編曲：김진훈
2. 走吧走吧（가라가라） 〖03:28〗 
  - 作詞：최갑원；作曲：PJ, 김도훈；編曲：PJ
3. Not Alone  〖03:53〗
  - 作詞：朴政珉；作曲：新沙洞老虎；編曲：新沙洞老虎
4. 妳知道嗎？（넌 알고 있니） 〖03:43〗 
  - 作詞：朴政珉；作曲：新沙洞老虎；編曲：新沙洞老虎
5. 有妳的每一天都是聖誕節（내 하루는 매일매일 크리스마스） 〖03:24〗
  - 作詞：朴政珉，강현민；作曲：강현민；編曲：강현민
6. Not Alone (inst)  〖03:54〗
  - 作曲：新沙洞老虎；編曲：,新沙洞老虎
7. 妳知道嗎？ (inst) 〖03:43〗 
  - 作曲：新沙洞老虎；編曲：新沙洞老虎
8. 有妳的每一天都是聖誕節 (inst) 〖03:22〗
  - 作曲：강현민；編曲：강현민

日本盤《Wara Wara THE, PARK JUNGMIN》
1. 幸福的眼淚 （涙、流れるほど） 〖04:14〗
  - 作詞：CHOI KAB WON；作曲：CHOI KAB WON ／ KIM JIN HOON；編曲：KIM JIN HOON
2. 走吧走吧（Wara Wara） 〖03:28〗 
  - 作詞：CHOI KAB WON；作曲：KIM DO HOON ／ PARK SOO JONG；編曲：PJ
3. Not Alone  〖03:53〗
  - 作詞：朴政珉；作曲：新沙洞老虎；編曲：新沙洞老虎
4. 妳知道嗎？（君は知ってる?~届かないメッセージ~） 〖03:43〗 
  - 作詞：朴政珉；作曲：新沙洞老虎；編曲：新沙洞老虎
5. 有妳的每一天都是聖誕節（毎日クリスマス） 〖03:24〗
  - 作詞：朴政珉，강현민；作曲：강현민；編曲：강현민
6. 幸福的眼淚 (inst)  〖04:14〗
  - 作曲：김진훈, 최갑원；編曲：김진훈
7. 走吧走吧 (inst) 〖03:28〗
  - 作曲：PJ, 김도훈；編曲：PJ
8. Not Alone (inst)  〖03:54〗
  - 作曲：新沙洞老虎；編曲：新沙洞老虎
9. 妳知道嗎？ (inst) 〖03:43〗 
  - 作曲：新沙洞老虎；編曲：新沙洞老虎
10. 有妳的每一天都是聖誕節 (inst) 〖03:22〗
  - 作曲：강현민；編曲：강현민

## 成績
| THE, PARK JUNGMIN | 4 | 11 | 4(進口版)，3(台壓版) | 8 | 2 | 34 |

### 銷售量及認證
| 排行榜 (THE, PARK JUNGMIN) | 2011年4月實體銷售 |
| -------------------------- | ----------------- |
| Gaon                       | 9,477+            |

## 發行歷史
| 國家 | 日期          | 發行方式     | 發行公司               |
| ---- | ------------- | ------------ | ---------------------- |
| 南韓 | 2011年4月1日  | CD, 數位下載 | 로엔엔터테인먼트       |
| 全球 | 2011年4月1日  | 數位下載     | 로엔엔터테인먼트       |
| 日本 | 2011年4月16日 | CD           | 로엔엔터테인먼트       |
| 日本 | 2012年5月24日 | CD           | 日本華納音樂（日語版） |
| 台灣 | 2011年4月19日 | CD           | Sony Music（台壓版）   |

## 外部連結
- PARKJUNGMIN OFFICIAL FANCLUB（页面存档备份，存于）
- Facebook Page: OfficialParkJungMin（页面存档备份，存于）
- Twitter: JungMin0403（页面存档备份，存于）
- Park Jung Min Official Japan Youtube Channel（页面存档备份，存于）